# Jonathan Togo
Jonathan Frederick Togo (ur. 25 sierpnia 1977 w Rockland) – amerykański aktor telewizyjny i filmowy.

## Życiorys
Syn projektanta Michaela i właścicielki sklepu Sheli Togo, wychowywał się w Rockland, w stanie Massachusetts. Jego matka była pochodzenia włosko-irlandzkiego, zaś ojciec był Żydem z Ukrainy. Oryginalne nazwisko Tonkaview zostało skrócone do Togo, przez jego dziadka do potrzeb biznesowych. W 1995 roku ukończył szkołę hebrajską Rockland High School w Rockland, gdzie był zapaśnikiem. Naukę kontynuował w Vassar College, gdzie ukończył studia licencjackie w zakresie sztuki teatralnej. Uczył się aktorstwa w Narodowym Instytucie Teatralnym w Eugene O’Neill Theatre w Waterford w Connecticut. W trakcie studiów, razem z Samem Endicottem i Johnem Conwayem, członkami grupy The Bravery, grał na gitarze i saksofonie w punkrockowym zespole Skabba The Hut.
Jego filmografia obejmuje zarówno produkcje telewizyjne, w tym Łowcy koszmarów, Ed, Potyczki Amy, jak i filmowe, m.in. Rzeka tajemnic. Jednak popularność zdobył dzięki serialowi wyprodukowanemu przez Jerry’ego Bruckheimera pt. CSI: Kryminalne zagadki Miami, gdzie odtwarza rolę Ryana Wolfe’a.
26 grudnia 2013 ożenił się z Diorą Baird, z którą ma syna (ur. 12 grudnia 2012). Jednak w 2016 doszło do rozwodu. Zamieszkał w Los Angeles.

## Filmografia
- 2001-2002: Łowcy koszmarów (Special Unit 2) jako Jonathan
- 2002: Up
- 2003: Potyczki Amy (Judging Amy) jako Charles 'DJ Dizz' Simbour
- 2003: Rzeka tajemnic (Mystic River) jako Pete
- 2003: Prawo i porządek (Law & Order) jako Eddie
- 2003: Nie ma sprawy (Ed) jako Keith Kessler
- 2004: The Jury jako Dennis Dudley
- 2004-2012: CSI: Kryminalne zagadki Miami (CSI: Miami) jako Ryan Wolfe
- 2006: Raccoon
- 2013: Kamuflaż (Covert Affairs) jako Nelson Smith
- 2016: Angel from Hell jako Gavin
- 2017: Lucyfer jako Anthony Annan
- 2025–: The Chosen jako Malchos